# Little Shark Entertainment
Little Shark Entertainment ist eine Kölner Filmproduktionsgesellschaft. Geschäftsführer sind der Filmregisseur Sönke Wortmann und der Filmproduzent Tom Spieß.

## Geschichte
Mit der Little Shark Entertainment GmbH gründete Wortmann 1998 seine eigene Produktionsfirma, welche Filme für Kino und Fernsehen produziert. Zunächst war er alleiniger Gesellschafter. Der langjährige Herstellungsleiter von X-Filme Creative Pool, Tom Spieß, ist seit Januar 2000 ebenfalls Geschäftsführer und seit Januar 2002 neben Sönke Wortmann auch Gesellschafter der GmbH.

## Filmografie
- 2015: Frau Müller muss weg!
- 2014: Die Mannschaft (Dokumentation)
- 2013: Schossgebete
- 2012: Ruhm
- 2012: Das Hochzeitsvideo
- 2011: Eine Insel namens Udo
- 2009: Hangtime - kein leichtes Spiel
- 2008: Hardcover
- 2008: Die besten Frauen der Welt (Dokumentation)
- 2006: Deutschland. Ein Sommermärchen
- 2006: Arnies Welt (TV)
- 2005: Der Schatz der weißen Falken
- 2003: Das Wunder von Bern
- 2001: Auf der Couch (Kurzfilm)
- 2001: Lammbock
- 1999: Straßenkinder in Deutschland (Dokumentation)